# Astronomy Domine
„Astronomy Domine“ je skladba britské rockové skupiny Pink Floyd, jejímž autorem je Syd Barrett, tehdejší kytarista a zpěvák kapely. Poprvé byla vydána v srpnu 1967 jako první píseň na debutovém albu Pink Floyd The Piper at the Gates of Dawn, kde ji zpívá Barrett společně s klávesistou Rickem Wrightem. Žánrově je, stejně jako celá deska, řazena do psychedelického a space rocku.

## Kompozice
Skladba začíná zkresleným hlasem tehdejšího manažera skupiny Petera Jennera, který recituje do megafonu jména hvězd. Záměrem tohoto úvodu je představa kosmického prostoru s Jennerovým hlasem, jakožto astronauta hovořícího přes interkom. Následně se začne vynořovat zvuk Barrettovy kytary, který se postupně zesiluje. V čase 0:19 se objeví rychlý pípavý zvuk, v 0:26 se přidají i Masonovy bicí těsně následované bluesově znějící Barrettovou kytarou ve figuře připomínající dechový motiv z „Mars, the Bringer of War“ Holstových Planet. Wrightovy varhany jsou namixovány do pozadí. Při opakujícím se tématu písně zní Barrettův text zmiňující planety Jupiter, Saturn a Neptun, Saturnův měsíc Titan a Uranovy měsíce Oberon, Mirandu a Titanii. Následuje instrumentální část, kde dominuje Watersova repetitivní basová linka, Wrightovy varhany a Barrettova slide kytara podporovaná Masonovými bubny a ukončená opakovaným Jennerovým hlasem přes megafon. Píseň je zakončena zopakováním upravených prvních veršů.
Inspiraci pro píseň „Astronomy Domine“ našel Syd Barrett v jednom svém tripu po užití LSD v roce 1966, kdy několik hodin v sedě zíral na švestku a pomeranč, o kterých si myslel, že to jsou planety Venuše a Jupiter a v mysli putoval mezi nimi vesmírem. Skladba má neobvyklý sled akordů (E, Es, G, A), které s kytarovým echo efektem Binson zní psychedelicky. Společně s „Interstellar Overdrive“, „Pow R. Toc H.“ a „Lucifer Sam“ se jedná o nejvíce space rockovou skladbu na albu The Piper at the Gates of Dawn.

## Živé a alternativní verze
Skladba „Astronomy Domine“ je poprvé v setlistu koncertu Pink Floyd zaznamenána na benefičním koncertě pro London Free School v londýnském kostele Všech svatých dne 14. října 1966. V průběhu prvních let profesionální kariéry skupiny se jednalo o běžnou součást vystoupení až do začátku 70. let, kdy ji v Římě 20. června 1971 zahráli Pink Floyd naposledy. Po Barrettově odchodu ze skupiny v roce 1968 ji zpíval společně s Wrightem David Gilmour, koncertní podoba byla postupně upravována, například před posledními verši bylo přidáno varhanové sólo, délka skladby dosahovala i 10 minut. Do koncertního repertoáru Pink Floyd se skladba vrátila až v roce 1994 na turné The Division Bell, kdy byla zahrána na většině vystoupení. V rámci Gilmourova sólového turné On an Island zazněla píseň „Astronomy Domine“ na pěti koncertech v červenci a srpnu 2006. Dne 29. srpna 2006 ji David Gilmour se svojí skupinou z turné (jejímž členem byl i Rick Wright) zahrál též v krátkém živém vystoupení v Abbey Road Studios. Záznam natočený před malým publikem byl určen do dokumentárního seriálu Live from Abbey Road a byl též vydán na bonusovém DVD k albu On an Island. Skladba byla rovněž standardní součástí koncertů na Gilmourově turné Rattle That Lock v roce 2015. V roce 2018 byla skladba zařazena na program debutového turné skupiny Nick Mason's Saucerful of Secrets.
Originální verze nahraná se Sydem Barrettem v roce 1967 pro album The Piper at the Gates of Dawn je dlouhá 4 minuty a 12 sekund. Tato byla použita též na kompilacích A Nice Pair (1973; pouze britské vydání) a Echoes: The Best of Pink Floyd (2001). Živá koncertní verze z dubna a května 1969 již s Davidem Gilmourem (stopáž 8:29) byla vydána ještě téhož roku na dvojalbu Ummagumma a roku 1973 na americké edici A Nice Pair. Další dvě oficiálně vydané varianty pochází z roku 1994. První z nich vyšla jako B-strana singlu „Take It Back“ a pochází z koncertu v Miami 30. března 1994 (délka 4:48) a druhá o délce 4 minuty a 20 sekund, která je součástí živého dvojalba Pulse (1995), byla nahrána na londýnském vystoupení 15. října 1994. Poslední živá verze byla zaznamenána 26. srpna 2006 na finálním koncertě Gilmourova sólového turné On an Island Tour a vyšla o dva roky později na albu Live in Gdańsk (stopáž 5:02).

## Videoklip
Ve dnech 18. a 19. února 1968 natočili Pink Floyd (již s Gilmourem a bez Barretta) na playback sérii propagačních videoklipů pro belgickou televizi RTB. „Astronomy Domine“ byla nafilmována v bruselských studiích RTB a David Gilmour v ní předstírá zpěv s hlasem Syda Barretta, neboť byla použita originální stopa z The Piper at the Gates of Dawn.

## Původní sestava
- Syd Barrett – elektrická kytara Fender Esquire, zpěv
- Rick Wright – elektronické varhany Farfisa, zpěv
- Roger Waters – baskytara Rickenbacker 4001
- Nick Mason – bicí, perkuse
- Peter Jenner – recitativ v úvodu